# Eddyville (Nebraska)
Eddyville è un comune degli Stati Uniti d'America, situato nello Stato del Nebraska, nella contea di Dawson.